# Podning
Podning er et generelt udtryk for en vegetativ formeringsmåde. Det foregår ved, at man har en grundstamme og en vækstdygtig del af en udvalgt sort, "ædelriset", hvis kambium bringes i tæt kontakt med grundstammens. Metoden er langsommelig og kræver megen øvelse, så den bruges mest i de tilfælde, hvor planten ikke kan stiklingeformeres, eller for at regulere væksten. Desuden er det en fordel, at man ikke skal vente på, at planten får en vis alder, før den sætter blomster og dermed også frugter, da modenheden følger med i ædelriset.

## Ufordragelighed
For at grundstamme og ædelris skal kunne danne en holdbar sammenvoksning (at de er "forenelige") kræves det som minimum, at de er af samme slægt, og i de fleste tilfælde samme art. F.eks. kan samme grundstamme ikke bruges til Sød-Kirsebær og Blomme, selv om de er i samme slægt, men omvendt kan Almindelig Pære podes på en grundstamme af Kvæde. Hvis grundstammen afstøder knoppen eller kvisten, skyldes det, at planternes fysiologi er for forskellige (de er "ufordragelige"). Det kan ske med det samme, eller der kan gå flere år, før problemet bliver synligt. Symptomerne kan være tidlige høstfarver eller mørkfarvning ved sammenvoksningen. Problemet med ufordragelighed kan i visse tilfælde afhjælpes ved at bruge en mellempodning med en tredje sort.

## Podningsarbejdet
Under selve arbejdet med at udføre podningen gælder det om at få god, fysisk kontakt mellem de to individers kambier, da det er her sammenvoksningen foregår. Kambiet består af udspecialiserede celler, der egentlig er beregnet på at danne træets tykkelsesvækst. I podningssåret omdannes de i stedet til kallusceller, der virker som arvæv og heler plantens sår. Kalluscellerne skal mødes og genetablere transporten af vand, næringsstoffer og sukker mellem rod og top. For at ødelægge så få celler som muligt er det vigtigt at have en skarp kniv, der skærer sig gennem barken og veddet og ikke bliver trykket igennem.

## Podningsmetoder
Okulation består i, at man skyder en knop af ædelriset, et "øje" (af latin: oculus), ind mellem bark og ved på grundstammen. Metoden er hurtig og let at udføre for den øvede, og den foregår i juli-august, før dagtemperaturen falder til under 20°, da kambiet ellers ikke er aktivt nok til at hele et sådant sår.
Chip-budding består i at man først henter en stump af ædelriset, bestående af en knop og en smule af veddet neden under den. Denne stump ("chippen") sættes derefter ind i en tilsvarende udskæring i grundstammen. Metoden er tidkrævende, men den ekstra arbejdskraft modsvares af en succes med sammenvoksningen, så den bruges i de planteskoler, hvor man har folk, som er øvede i den. Som regel bliver chipbudding udført i sommertiden.
Kopulation er den klassiske podningsmetode, hvor et helt stykke ædelris med 3-4 knopper sættes på en egnet grundstamme ("kopulation" kommer af latin copulatio = "forening"). Metoden kan med fordel udføres i januar-februar, men det forudsætter, at ædelrisene høstet sent og er blevet opbevaret køligt, så vinterhvilen ikke er brudt. I modsat fald vil knopperne springe ud, før end vandtransporten er genetableret, og så visner ædelriset.